# Búzi
Búzi é uma vila da província de Sofala, em Moçambique, sede do distrito do mesmo nome. Tinha o nome de Nova Lusitânia antes da independência nacional.
A povoação foi elevada a vila em 20 de Setembro de 1964.

## Ligação externa
Búzi no Google Maps